# 梅特尼察 (特諾皮爾州)
49°24′48″N 25°51′55″E / 49.41333°N 25.86528°E
梅特尼察（羅馬化：Mytnytsia）是烏克蘭的村落，位於該國西部捷爾諾波爾州，由捷尔诺波尔区負責管轄，始建於1678年，面積0.54平方公里，2001年人口180，人口密度每平方公里333.3人。